# Biblioteca do Parlamento (Canadá)
A Biblioteca do Parlamento (Library of Parliament ou Bibliothèque du Parlement) é um instituição cultural subordinada ao Parlamento do Canadá, localizada no Centre Block em Ottawa. O prédio original da biblioteca foi consumido pelo grande incêndio de 1906, que também destruiu a Câmara dos Comuns e o Senado. Desde então a biblioteca têm sido renovada pelo governo canadense. 
A biblioteca do Parlamento surgiu originalmente na década de 1790, quando foram instituídas as bibliotecas do Senado e da Câmara. As duas bibliotecas operaram separadamente até 1876, quando foi estabelecida a Província do Canadá.